# Melanie Kraus
Melanie Kraus (* 24. Oktober 1974 in Mönchengladbach) ist eine deutsche Langstreckenläuferin und Olympionikin (2008).

## Werdegang
1999 wurde sie Deutsche Meisterin im 10.000-Meter-Lauf. Aus demselben Jahr stammt ihre Bestzeit über diese Distanz (32:12,40 min, aufgestellt in Troisdorf am 4. September). Kurz darauf lief sie als Zweite bei der Route du Vin mit 1:09:36 h und war damit die bis dahin drittschnellste Deutsche im Halbmarathon.
Bei ihrem Debüt über die volle Distanz wurde sie beim Berlin-Marathon 2000 Fünfte in 2:27:58 h. Nur Uta Pippig, Katrin Dörre-Heinig und Claudia Dreher waren auf nationaler Ebene bis dahin schneller gewesen.
Beim Marathon der Leichtathletik-Weltmeisterschaften 2001 in Edmonton belegte sie den 23. Platz. Im selben Jahr wurde sie Zweite beim Frankfurt-Marathon.
Danach hinderten sie Verletzungen immer wieder daran, ihr Leistungspotential auszuschöpfen, auch wenn sie 2004 beim Essener Marathon Rund um den Baldeneysee mit 2:34:18 h einen Streckenrekord aufstellte und ein Jahr später Vierte beim Berlin-Marathon in 2:34:23 h wurde. 2006 siegte sie beim Bietigheimer Silvesterlauf.

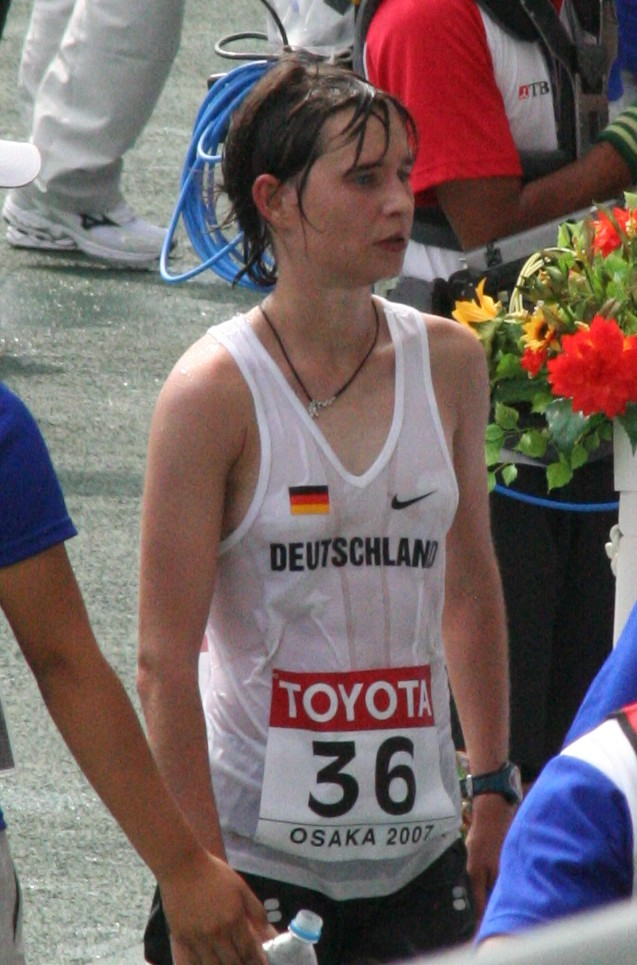
Melanie Kraus bei den Leichtathletik-Weltmeisterschaften 2007 in Osaka

Beim Düsseldorf-Marathon 2007 gelang ihr ein Comeback mit einem zweiten Platz und einer Zeit von 2:30:38 h, mit der sie die Qualifikationsnorm des Deutschen Leichtathletik-Verbandes für die Leichtathletik-Weltmeisterschaften 2007 in Osaka erfüllte. Beim Marathon in Osaka teilte sie sich ihre Kräfte bei schwierigen äußeren Bedingungen gut ein und belegte, bei Kilometer 25 auf Platz 35 liegend, schließlich in 2:37:20 h Platz 20. Knapp zwei Monate später siegte sie beim Frankfurt-Marathon in einer Zeit von 2:28:56 h und blieb somit klar unter der Olympianorm von 2:31 Stunden. In Peking erreichte sie Platz 38.
Nach ihrem zweiten Platz 2007 in Düsseldorf gewann sie 2008 den Düsseldorf-Marathon in 2:33:36 h.

### Olympische Sommerspiele 2008
Nachdem Irina Mikitenko verletzt ausgefallen war, war Melanie Kraus neben Susanne Hahn die einzige deutsche Starterin beim Marathon der Olympischen Spiele in Peking. Wie schon in Osaka begann sie vorsichtig. Auf der zweiten Hälfte arbeitete sie sich von Platz 63 auf Platz 38 vor und lief nach 2:35:17 h im „Vogelnest“ ein.
Melanie Kraus ist 1,65 m groß und wiegt 48 kg. Seit 1997 startet sie für TSV Bayer 04 Leverkusen.

## Persönliche Bestzeiten
- 3000 m: 9:09,22 min, 5. August 1999, Bergisch Gladbach
- 5000 m: 15:41,89 min, 13. Mai 1998, Koblenz
- 10.000 m: 32:12,40 min, 4. September 1999, Troisdorf
- Halbmarathon: 1:09:36 h, 26. September 1999, Grevenmacher
- Marathon: 2:27:57 h, 10. September 2000, Berlin